# Joris van Bracle
Joris van Bracle (Gent, ca. 1540 - Brugge, na 1606) was burgemeester van Brugge.

## Levensloop
Van Bracle of van Brakel, heer van Outerive, Courtaubois en Moorsele, was een zoon van Raes van Braecle en Agnès van Coyeghem, die twaalf kinderen hadden. Hij studeerde in Gent en in Leuven en trouwde in Brugge in 1562 met Margaretha van der Vlamincpoorte, weduwe van Lodewijk Despars. Ze kregen twee dochters, onder wie Anna die trouwde met Anselm Opitius Adornes.
Na enkele jaren legerdienst, waarbij hij expedities van Keizer Karel V volgde, werd hij in 1565 schepen van Brugge, in 1568 voogd van het Sint-Juliaansgasthuis en in 1576 burgemeester van de raadsleden.
Op 2 september 1577 werd hij aangesteld als burgemeester van de schepenen, in een bestuur dat nog onder het gezag van de Spanjaarden tot stand kwam. Enkele maanden later werd de stad, onder de hoede van de Gentse calvinistische republiek, stilaan ook calvinistisch. Op 26 maart 1578 werd een uitzonderlijke wetsvernieuwing doorgevoerd. Alle schepenen die in september waren benoemd, werden afgezet. De enige die overbleef was Joris van Bracle, in zijn functie van burgemeester. Hij was zonder twijfel een clandestiene sympathisant van het calvinisme, zoals nadien bleek. Hij was nochtans tijdens de hele duur van het calvinistisch bestuur geen lid meer van het Brugse stadsbestuur.
Bij de terugkeer van de Spanjaarden en van het katholiek bestuur in 1584 werd Van Bracle uit de stad gewezen, vanwege zijn calvinistische sympathieën. Naderhand kwam hij terug en nam opnieuw zijn functie op als voogd van het Sint-Juliaansgasthuis. Samen met Juan Perez de Malvenda bewerkstelligde hij de fusie van Sint-Juliaans- met het Sint-Hubrechtsdullenhuis. De voogden hadden veel bijkomend werk met het herinrichten van het krankzinnigengesticht in de Boeveriestraat en het rekruteren van gasthuispersoneel.
In Bruges et le Franc heeft Gailliard Joris van Bracle verward met zijn broer Josse van Bracle, die in de Raad van Vlaanderen zetelde en een schoonzoon was van Joos de Damhouder. 
De kunstcollectie van het OCMW bezit een portret van Joris van Bracle, door Frans Pourbus (I).